# Pink Martini
Pink Martini – amerykański zespół założony w 1994 przez pianistę Thomasa Lauderdale’a w Portland w stanie Oregon w USA. Skład grupy i różnorodność stylistyczna wykonywanych utworów powodują, iż wobec zespołu stosuje się niekiedy określenie mała orkiestra. Zespół czerpie inspiracje z muzyki całego świata, wykonuje utwory w 25 językach, łącząc gatunki muzyki klasycznej, popu, muzyki latynoamerykańskiej, jazzu, rocka i innych. Wokalistkami Pink Martini są China Forbes i Storm Large.

## Historia
W 1994 Thomas Lauderdale założył zespół Pink Martini, którego twórczość łączy różnorodne gatunki, dla różnorodnych odbiorców, aby przemówić do szerokiej publiczności. W rok po założeniu zespołu Lauderdale zadzwonił do China Forbes, jednej ze swoich koleżanek z Uniwersytetu Harvarda, i zaprosił ją do zespołu. Ich pierwszy singiel, Sympathique (je ne veux pas travailler), został wydany w 1997 i doczekał się wielu nagród. Zespół wykonuje utwory własne lub zaaranżowane, w składzie 10–12 muzyków.
China Forbes opisuje muzykę Pink Martini jako:

skrzyżowanie Edith Piaf, Chopina i Buena Vista Social Club, co oznacza, że jest ona w równym stopniu jazzowa, klasyczna i kubańska i wymyka się łatwej kategoryzacji.

## Koncerty
W Europie Pink Martini zadebiutował na Festiwalu Filmowym w Cannes w 1997, a debiut orkiestrowy z Oregon Symphony miał miejsce w 1998. Od tego czasu zespół grał z ponad 70 orkiestrami, w tym z Los Angeles Philharmonic w Hollywood Bowl, Boston Pops, National Symphony Orchestra w Kennedy Center, San Francisco Symphony, Cleveland Orchestra, Sydney Symphony Orchestra w Sydney Opera House i BBC Concert Orchestra w Royal Albert Hall w Londynie.
Repertuar zespołu jest bardzo szeroki, obejmując całą gamę, od mało znanych piosenek pop i tematów filmowych – zawsze śpiewanych w ich oryginalnym języku – po standardy kabaretowe, oraz utwory klasyczne, takie jak Bolero Ravela.
Inne ważne występy obejmują uroczyste otwarcie zaprojektowanej przez Franka Gehry’ego Walt Disney Concert Hall w Los Angeles, z wyprzedanymi występami w Sylwestra 2003, 2004, 2008, 2011, 2014, 2016 i 2018; wyprzedane koncerty w Carnegie Hall; przyjęcie z okazji otwarcia przebudowanego Museum of Modern Art w Nowym Jorku; przyjęcie z okazji 100. rocznicy Los Angeles Philharmonic w 2018; Bal Gubernatora podczas 80. dorocznej gali rozdania Oscarów w 2008; trzy wyprzedane koncerty z Sydney Symphony w słynnej Sydney Opera House; wyprzedane koncerty w Royal Albert Hall w Londynie w 2011, 2013 i 2016, otwarcie festiwalu na Montreal Jazz Festival, dwa wyprzedane koncerty w legendarnym paryskim teatrze L’Olympia w 2011 i 2016; oraz 10-lecie paryskiego domu mody Lanvin dla projektanta Albera Elbaza w 2012. W 2014 Pink Martini został wprowadzony do Hollywood Bowl Hall of Fame i Oregon Music Hall of Fame. Występy telewizyjne obejmują The Late Show z Davidem Lettermanem, Late Night z Conanem O’Brienem, The Tonight Show z Jayem Leno, koncert z Joolsem Hollandem i reportaż w CBS Sunday Morning.
Thomas Lauderdale o koncercie Pink Martini:

... w jednej chwili czujesz się jak na paradzie samby w Rio de Janeiro, a w następnej jak we francuskiej sali muzycznej z lat 30. lub w Palazzo w Neapolu. To trochę jak miejska muzyczna podróż. Jesteśmy bardzo amerykańskim zespołem, ale spędzamy dużo czasu za granicą i dlatego mamy niesamowitą dyplomatyczną okazję do reprezentowania szerszej, bardziej inkluzywnej Ameryki... Ameryki, która pozostaje najbardziej heterogenicznie zaludnionym krajem na świecie... złożonym z ludzi z każdego kraju, każdego języka, każdej religii.

W 2014 Pink Martini współpracował z Sofią, Melanie, Amandą i Augustem von Trapp, prawnukami rodziny von Trapp, których ucieczka przed nazistami była inspiracja do powstania musicalu Dźwięki muzyki. Owocem współpracy był album Dream a Little Dream. Występują również wspólnie na koncertach.
W sierpniu 2014 perkusista zespołu Derek Rieth został znaleziony martwy z powodu samookaleczenia raną postrzałową głowy, co zostało uznane za samobójstwo. Na jego cześć zespół założył Fundację Dereka Rietha, której celem jest „wzmacnianie młodzieży poprzez muzykę i taniec”.
W 2018 zespół wydał 20th Anniversary Edition swojego przełomowego debiutanckiego albumu Sympathique. Ta wersja albumu zawiera popularną aranżację Bolero Ravela, która musiała zostać usunięta z oryginalnego albumu i została przywrócona na 20th Anniversary Edition po wejściu do domeny publicznej. Również w 2018 roku zespół zebrał piosenki w języku francuskim z całego swojego katalogu i wydał je na kompilacji zatytułowanej Non Ouais! – The French Songs of Pink Martini.
W 30. rocznicę powstania Pink Martini, zespół zaplanował na przełomie 2024/2025, serię koncertów (30th Anniversary Tour), w 2025 w Europie, w tym dwa koncerty w Polsce, po wieloletniej przerwie od ich ostatnich koncertów w Polsce.

## Wydawnictwa płytowe
Debiutancki album Pink Martini Sympathique został wydany w 1997 przez własną wytwórnię zespołu, Heinz Records, i przyniósł grupie nominacje do „Piosenki Roku” i „Najlepszego Nowego Artysty” we francuskim Victoires de la Musique Awards w 2000.
Heinz Records to niezależna wytwórnia płytowa, która wydaje albumy zespołu. Nazwana na cześć psa Lauderdale’a. Heinz Records jest również wytwórnią dla China Forbes i Storm Large.

## Dyskografia
Wytwórnia Heinz Records wydała siedem albumów studyjnych Pink Martini (Sympathique dwie edycje). W 2011 zespół wydał album A Retrospective, zbiór najbardziej lubianych piosenek zespołu z ich 17-letniej kariery, który zawierał osiem utworów wcześniej niepublikowanych.
- Sympathique(inne języki) (1997)
- Hang On Little Tomato(inne języki) (2004)
- Hey Eugene!(inne języki) (2007)
- Splendor in the Grass(inne języki) (2009)
- Joy to the World(inne języki) (2010)
- A Retrospective (2011)
- Get Happy(inne języki) (2013)
- Je dis oui!(inne języki) (2016)
- Sympathique – 20th Anniversary Edition (2018)[15][16]

Nagrania wydane we współpracy wytwórni Heinz Records i Naïve Records.
- The Road – China Forbes (2024)[17][18]

Albumy Pink Martini nagrane we współpracy z innymi muzykami, wydane przez Heinz Records:
- 1969(inne języki) (2011), z Saori Yuki(inne języki);
- Dream a Little Dream(inne języki) (2014), z The von Trapps(inne języki);
- Non Ouais! – The French Songs of Pink Martini (2018);
- Hotel Amour(inne języki) (Meow Meow & Thomas Lauderdale) (2018);
- Besame Mucho (Edna Vazquez & Pink Martini) (2019);
- Tomorrow (Jimmie Herrod & Pink Martini) (2019)[15][16].

Wytwórnia Heinz Records wydała jedno koncertowe nagranie DVD Pink Martini:
- Discover The World: Live Concert DVD (2009) Heinz Records.

Pink Martini współpracowało, w zakresie nagrań oraz dystrybucji z wytwórniami na całym świecie:
- Naïve Records we Francji[19]
- Wrasse Records w Wielkiej Brytanii i Ameryce Południowej[20];
- Audiogram w Kanadzie[21]
- Vinyl Me, Please (VMP)[22];
- Inertia Recordings w Australii i Nowej Zelandii[23];
- Ales Music w Korei[24].